# Cmd.exe

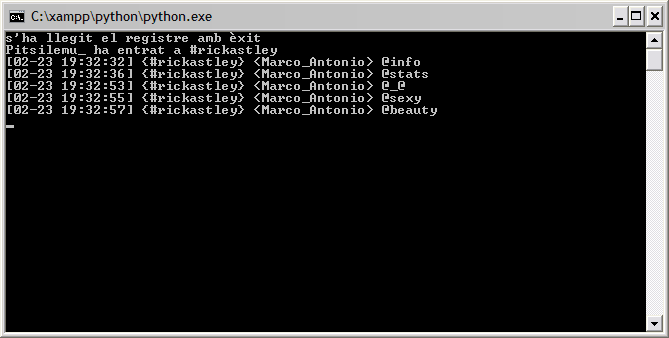
Fereastră tipică cmd

Command Prompt, cunoscut mai mult ca cmd.exe sau simplu cmd, este interpretorul liniei de comandă în sistemele de operare OS/2 și eComStation, Windows CE și Windows NT (inclusiv Windows 2000 și toate cele ulterioare). Este analogul COMMAND.COM din sistemele DOS și Windows 9x (unde mai este denumită "MS-DOS Prompt"), sau celei din sistemel Unix - Unix shell.
CMD se poate accesa printr-un fișier executabil, de obicei cmd.exe sau command.com, care sunt accesate din căsuța de dialog Run.

Versiunea inițială a Command Prompt pentru Windows NT a fost dezvoltată de Therese Stowell. 
Dezvoltarea programului cmd.exe  a fost oprită după lansarea Windows 2000, însă rămâne parte din sistemele de operare Microsoft moderne pentru computerele personale (Windows 7, Windows 8,  Windows Server 2012 și Windows 10). Windows PowerShell este considerat shell-ul principal al acestor sisteme de operare.

## Comenzi CMD
Command prompt permite executarea de multiple funcții unui sistem de operare: copiere, mutare, ștergere, schimbare de atribute ale fișierelor etc. 

### A
- ARP (Address Resolution Protocol) - utilitar pentru configurarea protocolului de rezolvare a adreselor
- ASSOC - schimbă asocierea extensiilor de fișiere
- AT - deschide automat un program la o dată specifică
- ATTRIB - schimbă atributele fișierelor

### B
- BOOTCFG - editează setările de boot

### C
- CACLS - schimbă permisiunile fișierelor
- CALL - apelează un program batch din altul
- CD - schimbă/trece la un folder specific
- CHKDSK - scanează discul dur de erori
- CHKNTFS - scanează sistemul de fișiere NTFS
- CLEANMGR - utilitar de curățare automată a fișierelor temporare și golire a coșului
- CLS - golește ecranul
- CMD -  pornește din nou fereastra CMD
- COLOR  - schimbă culorile textului și fundalului
- COMP - compară conținutul a două fișiere sau seturi de fișiere
- COMPACT - comprimă fișiere sau foldere (într-o partiție NTFS)
- CONVERT  - convertește o partiție FAT într-una NTFS
- COPY - copiază fișiere dintr-o locație în alta

### D
- DATE - afișează sau modifică datele
- DEFRAG - defragmentează discul
- DEL - șterge fișiere
- DELTREE - șterge un folder și toate folderele care le conține și în acestea
- DIR - arată o listă de fișiere și foldere care sunt pe disc
- DISKPART - utilitar de administrare a discului și partițiilor
- DOSKEY - editează linia de comandă, reapelează comenzi, și crează macro-uri
- DRIVERQUERY - arată toate driverele instalate

### E
- ECHO - afișează un mesaj pe ecran
- ENDLOCAL - oprește localizarea schimbărilor într-un fișier batch
- ERASE  - șterge fișiere
- EVENTCREATE - adaugă un mesaj în log-ul de evenimente
- EXIT - ieșire din CMD
- EXPAND - decompresează fișierele .cab

### F
- FC - compară două fișiere
- FIND - caută un text într-un fișier
- FINDSTR - cauta șiruri de text în fișiere
- FOR  - comandă de buclare (loop)
- FOR /F  - comandă de buclare anume pentru un set de fișiere
- FORMAT - formatează un hard sau o partiție
- FSUTIL - utilitare pentru fișiere și partiții
- FTP - File Transfer Protocol (protocol pentru transfer de fișiere)
- FTYPE - arată ce program deschide un anume tip de fișier

### G
- GETMAC  - arată adresa MAC a plăcii de rețea
- GOTO  - instrucțiune de trecere la o anumită poziție dintr-un program batch
- GPRESULT - arată informații despre utilizator
- GPUPDATE - actualizează setările politicii utilizatorilor

### H
- HELP - arată o listă de comenzi utile
- HOSTNAME - arată numele calculatorului

### I
- IF - pentru a executa o comandă în funcție de decizie
- IPCONFIG - configurare IP și informații despre conexiunile la internet

### L
- LABEL - schimbă numele unei partiții
- LOGMAN - gestionează log-urile indicatorului de performanță
- LOGOFF - deconectează un utilizator

### M
- MAKECAB - crează fișiere .cab
- MEM - arată informații despre solicitarea memoriei
- MD - crează foldere
- MODE - configurează un dispozitiv com/lpt/con
- MORE - arată conținutul unui fișier
- MOUNTVOL - gestionează locația de mount a unui volum din disc
- MOVE - mută fișiere dintr-un folder în altul
- MSG - trimite un mesaj unui utilizator
- MSIEXEC - arată informații despre installer-ul implicit
- MSTSC - conexiune între terminal și server (protocol de accesare PC la distanță)

### N
- NET - gestionează resursele rețelei
- NETSH - configurează interfețele de rețea, firewall și accesul la distanță
- NBTSTAT - arată statisticile de rețea (protocolul NetBIOS prin TCP/IP)
- NETSTAT - arată statisticile de rețea (protocolul TCP/IP)
- NSLOOKUP - găsește locația unei anumite adresa IP a unui client sau server și arată informații.
- NTBACKUP - back-up la fișiere

### O
- OPENFILES - informații despre fișierele deschise

### P
- PATH - arată sau setează locația unde se află comenzile
- PATHPING - urmărește o adresă și arată întârzierea și numărul de pachete pierdute
- PAUSE - suspendă execuția unui fișier batch și arată Press any key to continue...
- PERFMON - Indicator de performanță
- PING - verifică dacă o adresă funcționează
- POPD - returnează un folder inițial salvat cu PUSHD
- POWERCFG - configurează setările de consum de energie
- PRINT - imprimă un fișier text
- PRNMNGR - adaugă, șterge și listează imprimantele și conexiunile cu acestea
- PROMPT - schimbă numele promptului
- PUSHD - salveaza apoi modifică folderul curent

### R
- RASDIAL - gestionează conexiunile RAS (Remote Access Service)
- RASPHONE - gestionează conexiunile RAS
- RECOVER - recuperează un fișier corupt de pe un disc defect
- REG - citește, setează, mută sau șterge chei sau valori din registru
- REGEDIT - editează registrul
- REGSVR32  - înregistrează fișiere .dll
- REGINI - schimbă permisiunile registrului
- REM - comandă pentru comentarii într-un fișier batch
- REN - redenumește fișiere
- REPLACE - înlocuiește un fișier cu altul
- RESET SESSION - resetează o sesiune de conexiune PC la distanță
- RD - șterge foldere
- ROUTE - manipulează tabelele de rutare ale rețelei
- RUNAS - execută un program sub alt utilizator
- RUNDLL32 - executa o comandă pentru .dll-uri

### S
- SC - controlează serviciile
- SCHTASKS - deschide automat un program la o dată specifică
- SET - modifică sau crează variabile de sistem
- SETLOCAL - controlează vizibilitatea variabilelor de sistem
- SFC - verifică fișierele de sistem
- SHARE - afișează sau editează fișiere sau imprimante partajate
- SHIFT - repoziționează parametrii într-un fișier batch
- SHORTCUT - crează o scurtătură pentru un fișier
- SHUTDOWN - oprește calculatorul
- SLEEP - pauză pentru un număr specific de secunde
- SORT - sortează intrările sistemului
- START - pornește un program, sau o nouă fereastră CMD
- SUBST - asociază o cale cu o literă de partiție sau disc
- SYSTEMINFO - arată informații despre calculator

### T
- TIME - arată sau modifică ora
- TITLE - modifică titlul ferestrei CMD
- TRACERT - depistează calea unei adrese IP
- TSDISCON - deconectează o sesiune de conexiune PC la distanță
- TSKILL - oprește un proces care rulează
- TSSHUTDN - oprește sau restartează de la distanță un server
- TYPE - arată conținutul unui fișier text
- TYPEPERF - scrie informații despre performanța calculatorului într-un log text.

### V
- VER - arată informații despre versiunea Windows-ului
- VERIFY - verifică dacă un fișier a fost salvat
- VOL - arată numele partiției sau discului

### W
- WMIC - comenzi pentru WMI (Windows Management Instrumentation)
- WUAUCLT - actualizări Windows

### X
- XCOPY  - copiază fișiere și foldere [4]